# Provincia di Zamboanga del Norte
Zamboanga del Norte è una provincia delle Filippine situata nella penisola di Zamboanga che si affaccia sul Mare di Sulu.
Le città principali della provincia sono il capoluogo Dipolog e Dapitan.

## Geografia fisica
La provincia di Zamboanga del Norte occupa la parte superiore della Penisola di Zamboanga, estendendosi dalla Provincia di Misamis Occidental ad est, alla città di Zamboanga a sud-sud-ovest. Il confine meridionale, tutto nell'interno montuoso della penisola, è con lo Zamboanga del Sur ad est e con lo Zamboanga Sibugay ad ovest. I circa 400 km di costa che delimitano a nord e ad ovest la provincia, sono tutti rivolti sul Mare di Sulu.

## Geografia antropica

### Suddivisioni amministrative
La provincia di Zamboanga del Norte comprende 2 città componenti e 25 municipalità.

#### Città
- Dapitan
- Dipolog

#### Municipalità
| - Bacungan - Baliguian - Godod - Gutalac - Jose Dalman - Kalawit - Katipunan - La Libertad - Labason - Liloy - Manukan - Mutia - Piñan | - Polanco - President Manuel Acuña Roxas - Rizal - Salug - Sergio Osmeña Sr. - Siayan - Sibuco - Sibutad - Sindangan - Siocon - Sirawai - Tampilisan |

## Economia
L'agricoltura produce caffè, manioca, palma da cocco, riso, cacao, mais, abacà e tabacco; un'altra risorsa importante è la pesca.